# Орден Монтесы

Крест Ордена Монтесы

Орден Монтесы («Братство рыцарей Девы Марии из Монтесы»; исп. Orden de Santa María de Montesa) — католический военный орден, существовавший на территории Испании в XIV — XIX веках. Один из старейших духовно-рыцарских орденов Испании.
Название ордена происходит от крепости св. Георгия в Монтесе — его первой военной базы. Официально Орден был утвержден в своих правах в 1326 году под названием «Братства рыцарей Девы Марии из Монтесы».

## История
Орден Монтесы был основан в 1317 году в Арагоне, как продолжатель дела тамплиеров, сожжённых в 1314 году во Франции, и унаследовал традиции храмовников. В отличие от Франции, испанские короли, находившиеся под постоянной угрозой нашествия мавров, приветствовали тамплиеров, действовавших в Арагоне с 1128 года. После папского декрета 1312 года, окончательно заклеймившего тамплиеров, вслед за португальским королем Динишем I, основавшим орден Христа, король Хайме II Справедливый договорился со Святым Престолом о переходе испанских тамплиеров в новый военный орден с правом наследования земель и имущества тамплиеров в Валенсии и Арагоне. Впрочем, в отличие от ордена Христа, Орден Монтесы де-юре не являлся преемником Ордена тамплиеров. Наряду с тамплиерами первыми братьями нового ордена также стали рыцари из Ордена Калатравы и мерседарии.
Первым магистром Ордена Монтесы стал Гильермо д’Эрил. На его инаугурации присутствовал магистр Ордена Калатравы и представители госпитальеров, мерседариев и рыцарей Ордена Сан-Хорхе де Альфама.
В ключевые задачи ордена входило защищать рубежи Арагона от посягательств мавров и пиратов, но поскольку мавры редко тревожили Арагон, то большая часть военных действий рыцарей приходилась именно на пиратов.
Около 1400 года в его состав вошёл Орден Сан-Хорхе де Альфама. В 1587 году орден лишился автономии и был подчинен испанской короне.
В 1602 году орден стал светским. А в 1645 году его рыцари вошли в состав орденского полка, являвшегося частью испанской армии вплоть до начала XX-го века. Окончательно владения испанских орденов, включая и Орден Монтесы, были конфискованы государством в 1835 году.

## Организация
В рыцари ордена принимались только католики, которые не имели предков-нехристиан и происходили из благородных родов не менее чем в двух поколениях.